# پرنس ترانسیلوانی
پرنس ترانسیلوانی (مجاری: Erdélyi fejedelem و آلمانی: Fürst von Siebenbürgen) لقبی مستقل از امتیاز، وابستگی سلطنتی یا شاهزادگی بود که به رهبران قرن شانزده تا هجده در ترانسیلوانی اطلاق می‌شد. یانوش دوم اولین کسی بود که این عنوان را در ۱۵۷۰ پذیرفت.

## سرآغاز
ادغام ترانسیلوانی به تأسیس پادشاهی مجارستان در حدود سال ۱۰۰۳ بازمی‌گردد. این ناحیه در معرض مهاجرت‌های فراوانی از ملیت‌های مختلف قرار گرفت، از جمله سکی‌های مجاری و ملیت‌های دیگری چون آلمانی‌ها. قلمرو ترانسیلوانی برای اهداف اداری به واحدهای سرزمینی به نام‌های «استان» و «پایتخت» تقسیم شد.
هفت استان ترانسیلوانی (دوبوکا، فِهِر، هونیاد، کولوژ، کوکولو، سولنوک و توردا) عمدتاً توسط اشراف محلی اداره می‌شدند. ریاست این نواحی، توسط وُیوُد منصوب شده توسط پادشاهان مجارستان بود. وُیوُد ترانسیلوانی وظایف اداری، نظامی و قضایی داشت.

## پایان پادشاهی مستقل مجارستان
در ۱۵۲۶ امپراتوری عثمانی در نبرد موهاچ مجارستان را شکست داد و لایوش دوم در روز نبرد کشته شد. پس از این، دو مدعی برای تاج و تخت پیدا شد، برادر زن لایوش، فردیناند یکم و وُیوُد ترانسیلوانی، یانوش ساپویائی که هر دو مورد حمایت اشراف مجاری بودند. فردیناند، یانوش را از مجارستان بیرون راند و در نتیجه یانوش در ازای حمایت سلطان سلیمان به او سوگند وفاداری یاد کرد. از طرفی سلیمان به سرزمین‌های اتریش حمله کرد و یانوش نیز تاج و تخت مجارستان را به‌دست‌آورد. پس از عقب‌نشینی سلیمان از اتریش، طبق معاهده ۱۵۳۸ فردیناند یکم پادشاه مجارستان شد و یانوش ساپویائی پادشاهی مجارستان شرقی شامل ترانسیلوانی را بر دست گرفت.
بنابراین، مجارستان از یک پادشاهی کاملاً مستقل به یک ملک سلطنتی هابسبورگ یا کشور تابع عثمانی تبدیل شد.

## شرایط بین‌المللی
از ۱۵۷۰ تا ۱۶۹۹، نقش پرنس ترانسیلوانی به عنوان حکمران مستقل شناخته نشد؛ چرا که گهگاه سوی حکومت عثمانی، یا حکومت پادشاهی مجارستان را می‌گرفت. به لحاظ فقهی، ترانسیلوانی منطقه‌ای موقتی در دار العهد بین کشورهای کاملاً ادغام شده در امپراتوری عثمانی و کشورهای مستقل تعریف می‌شد. بر این اساس، هر پرنس، سندی رسمی از سلطان با شرح حقوق و تکالیف دریافت می‌کرد. این اسناد یا عهدنامه‌ها حق انتخاب آزادانه پرنس را برای املاک ترانسیلوانی به رسمیت می‌شناخت و تمامیت ارضی آن مناطق را در صورت تهاجم تضمین می‌کرد. از سوی دیگر پرنس ترانسیلوانی هم موظف بود مالیات سالانه بپردازد و در نبردها به عثمانی کمک کند.

## پایان جایگاه
پس از جنگ استقلال راکوتسی، پرنس‌ها با فرمانداران جایگزین شدند. آخرین پرنس فرنتس راکوتسی دوم بود که پس از شکست تا پایان عمر خود را در تبعید گذراند.

## یادداشت
1. ↑  Voivode